# Karol Bielecki
Karol Michał Bielecki (ur. 23 stycznia 1982 w Sandomierzu) – polski piłkarz ręczny, grający na pozycji lewego rozgrywającego, reprezentant Polski. Honorowy obywatel Sandomierza.
Wicemistrz świata (2007) i dwukrotny brązowy medalista (2009, 2015) mistrzostw świata w piłce ręcznej mężczyzn. Uczestnik igrzysk olimpijskich w 2008 oraz chorąży reprezentacji Polski podczas IO 2016. Po sezonie klubowym 2017/2018 ogłosił zakończenie kariery sportowej.

## Kariera zawodowa

### Początki
Treningi sportowe rozpoczął od intensywnej jazdy rowerem, jako że chciał być kolarzem. Następnie trenował grę w piłkę nożną w Szkole Podstawowej nr 1 im. Mikołaja Kopernika w Sandomierzu, do której uczęszczał w latach 1989-1997. Gdy ukończył 11 lat, zapisał się do sekcji futbolowej Wisły Sandomierz. Uczęszczając na zajęcia drużyn dziecięcych i juniorskich, jego talent dostrzegli szkoleniowcy grup juniorskich – wówczas pierwszoligowej – Siarki Tarnobrzeg. Po krótkim czasie odszedł z klubu, ponieważ w międzyczasie do podjęcia treningów piłki ręcznej nakłonił go nauczyciel wychowania fizycznego i trener szczypiorniaka Ryszard Kiljański, który uczył go podstaw gry wraz z Mieczysławem Gospodarczykiem. Zasady gry Bielecki poznawał w czasie zajęć WF i po paru miesiącach wyraźnie postawił na piłkę ręczną, choć trenował również koszykówkę. Do trenowania szczypiorniaka zachęcał go również Jerzy Gach, wieloletni zawodnik, a następnie działacz Wisły Sandomierz.
W wieku 15 lat wyjechał na testy do specjalizującej się w szkoleniu piłkarzy ręcznych gdańskiej Szkoły Mistrzostwa Sportowego, by podjąć w niej naukę po ukończeniu podstawówki. Mógł tam trafić do grupy prowadzonej przez Jana Prześlakiewicza (opiekuna młodzieżowych reprezentacji Polski), jednak podczas oględzin lekarskich uznano go za zbyt wychudzonego oraz skrytykowano postawę jego ciała, przez co odmówiono przyjęcia do tej placówki. Zamiast tego po ukończeniu podstawówki, za namową nauczyciela WF, podjął naukę w technikum budowlanym, a następnie przeszedł do szkoły zaocznej.

### Junior wśród seniorów
W sezonie 1997/1998 został przez Mieczysława Gospodarczyka włączony do kadry drużyny seniorów Wisły Sandomierz i zgłoszony do rozgrywek II ligi, jako najmłodszy zawodnik w Polsce. W 1999, dzięki staraniom Marka Adamczaka, trafił do Iskry Kielce, z którą podpisał pięcioletni kontrakt. Pod opieką trenera, Gienadija Kamielina, 23 października 1999 zadebiutował w Ekstraklasie w meczu przeciwko Warszawiance. Również w 1999 po raz pierwszy zagrał w Lidze Mistrzów.
W sierpniu 2002 wraz z polską reprezentacją do lat 20., której był liderem, brał udział w młodzieżowych mistrzostwach Europy rozgrywanych w Trójmieście. Wywalczył drużynowo pierwszy złoty medal w historii polskiej piłki ręcznej i zdobył indywidualnie tytuł króla strzelców turnieju finałowego. W 2003 zajął siódme miejsce na młodzieżowych mistrzostwach świata i został królem strzelców turnieju. Należy do tzw. złotego pokolenia, czyli grupy młodych zawodników, którzy po wywalczeniu młodzieżowego mistrzostwa stali się liderami kadry seniorów (wraz z Bieleckim również: Krzysztof Lijewski, Patryk Kuchczyński i Mariusz Jurkiewicz).

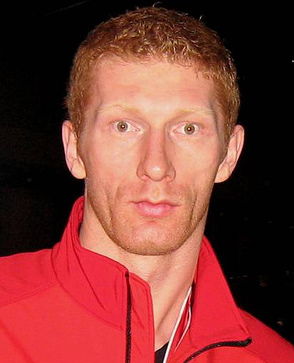
Bielecki (2007)

W reprezentacji narodowej zadebiutował 20 grudnia 2002 w Kielcach podczas meczu towarzyskiego przeciwko Słowacji, wygranego przez Polskę 28:19; Bielecki zdobył podczas spotkania sześć goli. W sezonie 2003/2004 został najskuteczniejszym strzelcem fazy grupowej Ligi Mistrzów. W 2003 zdobył mistrzostwo kraju i Puchar Polski. W 2004 odszedł z Iskry Kielce, rozgrywając dla klubu w ciągu pięciu lat łącznie 147 meczów, podczas których rzucił 681 bramek.

### Debiut w Bundeslidze i dalsza kariera reprezentacyjna
Otrzymał oferty m.in. z dwóch niemieckich klubów – THW Kiel i SC Magdeburg. W 2004 został wykupiony z Iskry Kielce przez drugi z klubów za sumę 200 tys. euro (wówczas ok. 1 mln zł), co do dziś pozostaje najwyższą kwotą transferu polskiego piłkarza ręcznego w historii. Trenował pod okiem Alfreda Gislasona. Grał w klubie do jesieni 2007, rozgrywając łącznie 114 meczów, w których rzucił 545 bramek.

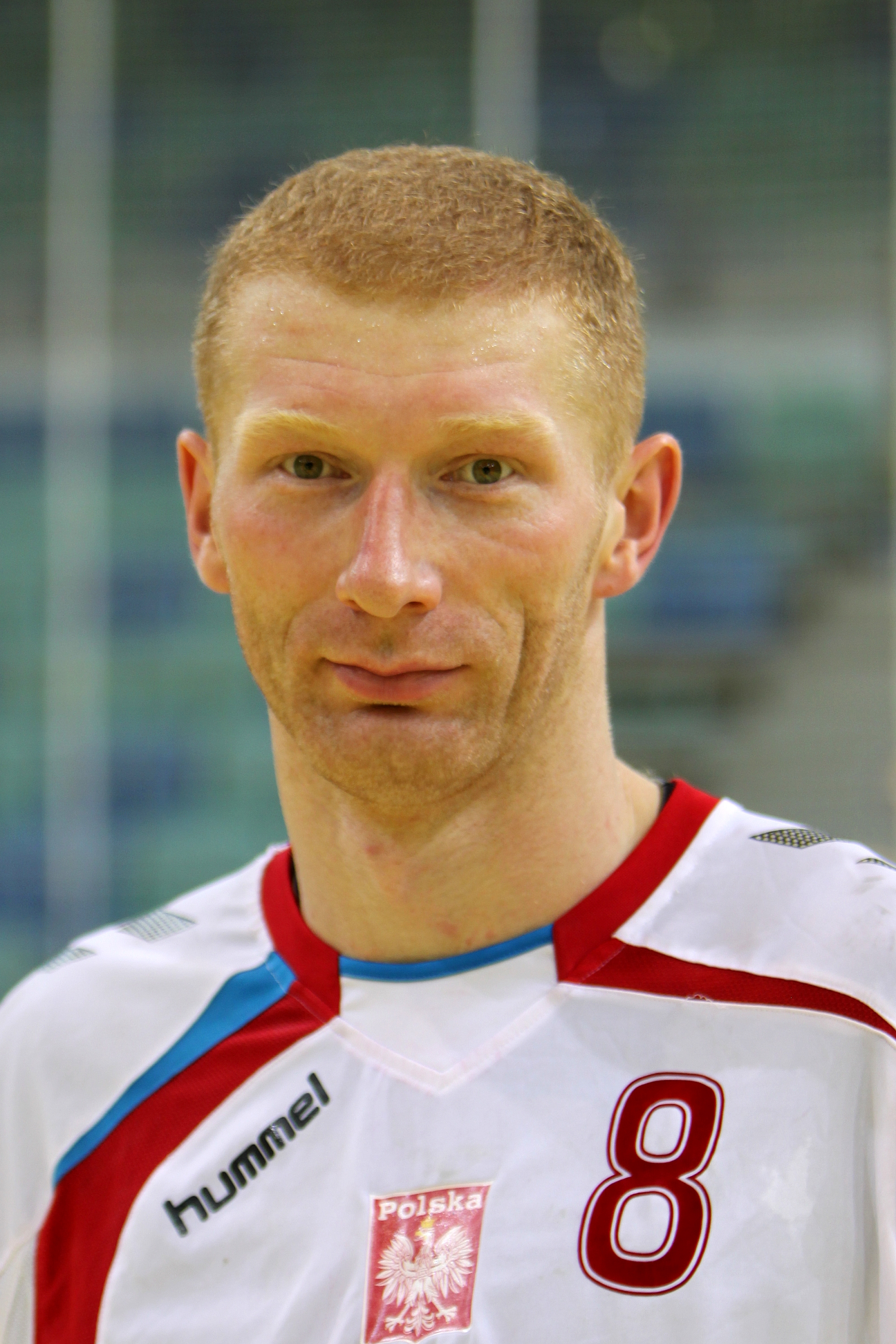
Bielecki (2010)

W grudniu 2007 wspólnie z Grzegorzem Tkaczykiem trafił do klubu Rhein-Neckar Löwen, z którym podpisał kontrakt obowiązujący do 30 czerwca 2012. W klubie trenował z Olą Lindgrenem. Z uwagi na swoją grę otrzymał pseudonim boiskowy „Machine”.
Z reprezentacją Polski zajął 10. miejsce na mistrzostwach Europy w 2006, a w następnym roku zdobył wicemistrzostwo świata, przegrywając w finale z Niemcami 24:29. 5 lutego 2007 został odznaczony przez prezydenta Lecha Kaczyńskiego Złotym Krzyżem Zasługi. W 2008 zajął siódme miejsce na mistrzostwach Europy w Norwegii i piąte miejsce na Letnich Igrzyskach Olimpijskich w Pekinie. 30 października 2008 ogłosił zakończenie kariery reprezentacyjnej z powodu problemów fizycznych, jednak dzięki namowom Bogdana Wenty powrócił do kadry i dalej reprezentował Polskę. W 2009 wywalczył brązowy medal mistrzostw Świata, pokonując Danię 31:23, a podczas meczu zdobył 10 bramek, zostając MVP meczu. W 2010 zajął czwarte miejsce na mistrzostwach Europy, przegrywając 26:29 mecz o trzecie miejsce z Islandią.

### Kontuzja oka i powrót do gry
11 czerwca 2010 w 10. minucie towarzyskiego meczu z Chorwacją w Kielcach został przypadkowo trafiony kciukiem w lewe oko przez Josipa Valčićia, wskutek czego doszło u niego do pęknięcia gałki ocznej. Został przewieziony do Wojewódzkiego Szpitala Zespolonego w Kielcach, gdzie przeprowadzono tomografię komputerową. Następnie przetransportowano go do kliniki okulistycznej w Lublinie, gdzie został poddany doraźnemu zabiegowi operacyjnemu, po którym oko reagowało na bodźce świetlne. 13 czerwca trafił do kliniki w Tybindze, gdzie dwa dni później przeszedł drugą operację, mającą na celu dalszą korektę oka, jednak mimo to oka nie udało się uratować.

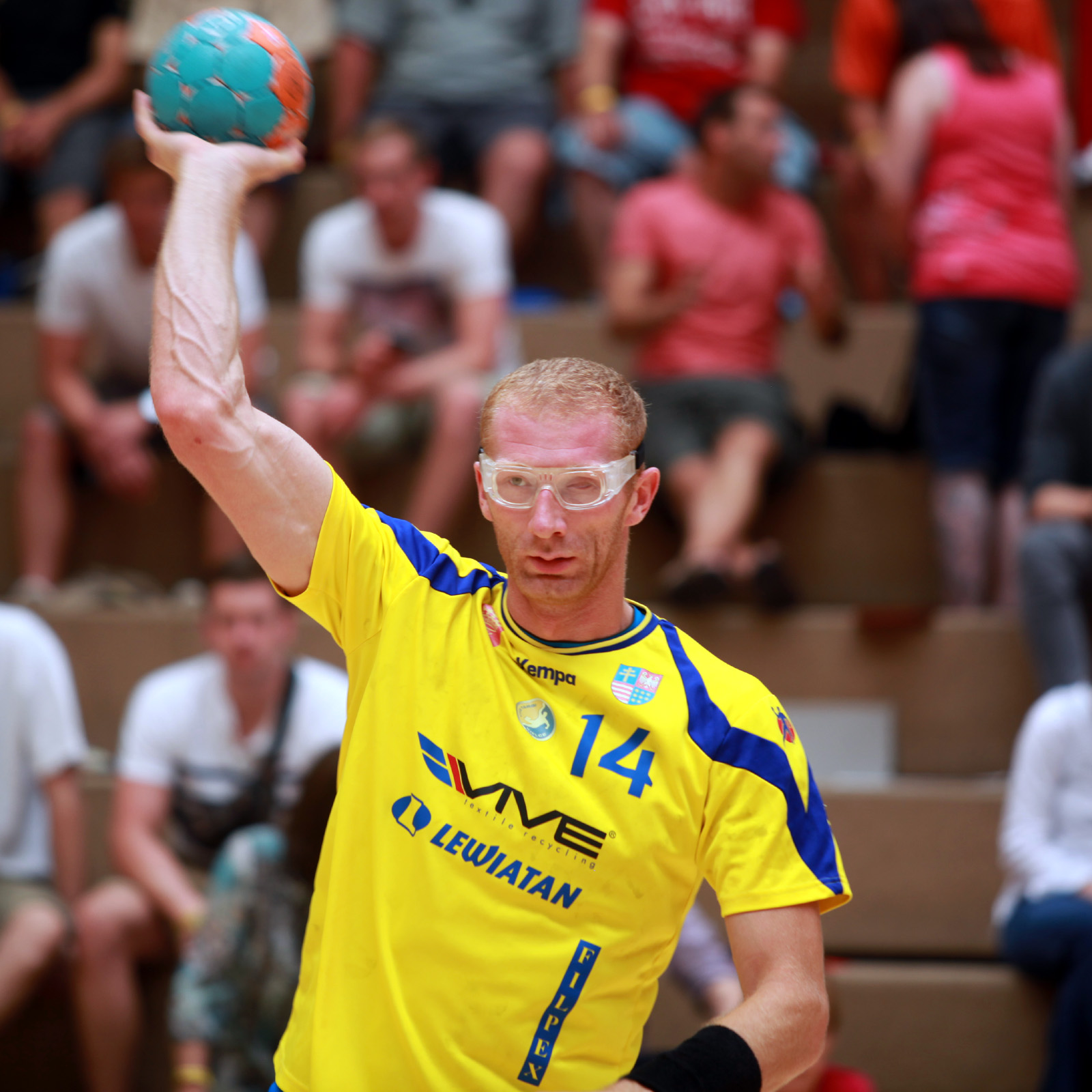
Bielecki podczas meczu w ramach Sparkassen Cup w Ehingen (2013)

18 czerwca 2010 ogłosił zakończenie kariery sportowej, jednak kilka dni później oświadczył, że po przejściu rehabilitacji, mimo negatywnych opinii lekarzy, zamierza podjąć próbę powrotu do gry. W celu ochrony zdrowego oka zaczął występować w okularach ochronnych. 22 lipca pierwszy raz po kontuzji wystąpił w sparingowym meczu, pomiędzy Rhein-Neckar Löwen i TSB HN-Horkheim, w którym rzucił jedną bramkę. 26 lipca wystąpił w meczu charytatywnym na rzecz rodziny zmarłego Olega Velyky’ego pomiędzy Rhein-Neckar Löwen a drużyną Reszta Świata, w którym zanotował trzy trafienia. 31 sierpnia rozegrał swoje pierwsze po przerwie spotkanie w Bundeslidze (z drużyną Frisch Auf Göppingen), zdobywając 11 bramek w meczu wygranym 28:26 i zostając najlepszym zawodnikiem spotkania.
28 października 2011 zagrał pierwszy po przerwie mecz w reprezentacji, rzucając jedną bramkę w spotkaniu wygranym 23:15. Również w 2011 zajął z reprezentacją siódme miejsce na mistrzostwach świata. W 2012 zajął dziewiąte miejsce na mistrzostwach Europy.
W 2012, kilka miesięcy po zmianie trenera na Gudmundura Gudmundssona, rozstał się z klubem Rhein-Neckar Löwen, po rozegraniu 147 meczów i zdobyciu 528 bramek.

### Powrót do Kielc
Po ośmiu i pół latach grania w Niemczech wrócił do występów w Polsce. 7 lutego 2012 podpisał trzyletni kontrakt z Vive Targi Kielce, a do zespołu dołączył 1 lipca 2012. W tym okresie jego trenerem został Tałant Dujszebajew. We wrześniu 2014 przedłużył kontrakt z klubem o kolejne dwa lata, tj. do czerwca 2017. W sezonie 2014/2015 zajął trzecie miejsce w Lidze Mistrzów, za to w kolejnym sezonie sięgnął po Puchar Mistrzów dzięki wygranej z MKB Veszprem.
Po nieudanych dla reprezentacji Polski kwalifikacjach do Igrzysk Olimpijskich w Londynie ogłosił zakończenie kariery reprezentacyjnej, jednak ponownie dał się namówić do powrotu (tym razem nowemu selekcjonerowi kadry Michaelowi Bieglerowi), dzięki czemu znalazł się w kadrze na mistrzostwa świata 2013 w Hiszpanii, na których Polacy odpadli w 1/8 finału, przegrywając spotkanie z Węgrami 19:27. W 2014 zajęli szóste miejsce na mistrzostwach Europy w Danii. W 2015 zdobył brązowy medal na mistrzostwach świata w Katarze, wygrywając mecz o trzecie miejsce z Hiszpanią 29:28. Po mistrzostwach został odznaczony przez prezydenta Bronisława Komorowskiego Krzyżem Kawalerskim Orderu Odrodzenia Polski. W 2016 zajął siódme miejsce na mistrzostwach Europy w Polsce oraz poprowadził kadrę do czwartego miejsca na Igrzyskach Olimpijskich w Rio de Janeiro, a także został królem strzelców turnieju, zdobywając 55 bramek.

### Koniec kariery
20 maja 2018 w trakcie konferencji prasowej ogłosił, że wraz z końcem sezonu 2017/2018, tj. 3 czerwca 2018, kończy karierę sportową i pozostanie w klubie PGE Vive Kielce w roli ambasadora i trenera młodzieży. Również w 2018 wydał książkę autobiograficzną pt. „Wojownik”.

## Osiągnięcia

### Klubowe
Z Vive Kielce:
- Mistrzostwo Polski juniorów: 2001
- Mistrzostwo Polski seniorów: 2003, 2013, 2014, 2015, 2016, 2017, 2018
- Puchar Polski: 2003, 2013, 2014, 2015
- brązowy medal Ligi Mistrzów: 2013, 2015
- Złoty Medal Ligi Mistrzów: 2016

Z SC Magdeburg:
- Puchar EHF: 2007

Z Rhein-Neckar Löwen:
- brązowy medal Bundesligi: 2009

### Reprezentacyjne
- Młodzieżowe Mistrzostwo Europy: 2002
- 2. miejsce Mistrzostw Świata: 2007
- Superpuchar Europy: 2008
- 3. miejsce Mistrzostw Świata: 2009, 2015
- 4. miejsce Igrzysk Olimpijskich w Rio: 2016

### Indywidualne
- Król strzelców Młodzieżowych Mistrzostw Europy: 2002
- Król strzelców Młodzieżowych Mistrzostw Świata: 2003
- MVP meczu o 3 miejsce Mistrzostwa Świata: 2009
- Król strzelców Igrzysk Olimpijskich: 2016

## Bilans klubowy
| Sezon     | Klub                          | Liga        | Mecze | Bramki |
| --------- | ----------------------------- | ----------- | ----- | ------ |
| 1999/2000 | Strzelec-Lider Market Kielce  | Ekstraklasa | 23    | 42     |
| 2000/2001 | Strzelec-Lider Market Kielce  | Ekstraklasa | 31    | 111    |
| 2001/2002 | Kolporter-Lider Market Kielce | Ekstraklasa | 31    | 138    |
| 2002/2003 | KS Vive Kielce                | Ekstraklasa | 32    | 210    |
| 2003/2004 | KS Vive Kielce                | Ekstraklasa | 30    | 180    |
| 1999-2004 | razem                         | Ekstraklasa | 147   | 681    |
| 2004/2005 | SC Magdeburg                  | Bundesliga  | 32    | 189    |
| 2005/2006 | SC Magdeburg                  | Bundesliga  | 34    | 130    |
| 2006/2007 | SC Magdeburg                  | Bundesliga  | 33    | 157    |
| 2007/2008 | SC Magdeburg                  | Bundesliga  | 15    | 70     |
| 2007/2008 | Rhein-Neckar Löwen            | Bundesliga  | 19    | 70     |
| 2008/2009 | Rhein-Neckar Löwen            | Bundesliga  | 34    | 122    |
| 2009/2010 | Rhein-Neckar Löwen            | Bundesliga  | 34    | 155    |
| 2010/2011 | Rhein-Neckar Löwen            | Bundesliga  | 34    | 114    |
| 2011/2012 | Rhein-Neckar Löwen            | Bundesliga  | 26    | 67     |
| 2004-2012 | razem                         | Bundesliga  | 261   | 1073   |
| 2012/2013 | Vive Targi Kielce             | Superliga   | 26    | 78     |
| 2013/2014 | Vive Targi Kielce             | Superliga   | 25    | 105    |
| 2012-2014 | razem                         | Superliga   | 51    | 183    |
| 1999-2014 | RAZEM                         |             | 459   | 1937   |

## Życie prywatne
Jest najstarszym z trojga rodzeństwa; ma dwie siostry, w tym młodszą o rok Joannę. Żonaty z Aleksandrą, z którą ma dwoje dzieci: Hannę (ur. 2016) i Aleksandra (ur. 2018). Mieszka z rodziną w Kielcach, gdzie w 2014 otworzył w Kielcach restaurację „Solna 12”. Prowadzi również wraz ze Sławomirem Szmalem spółkę „KBSS Invest” zajmującą się budową mieszkań we Wrocławiu.
Deklaruje się jako osoba wierząca w Boga. Czynnie angażuje się w sprawy ekologii oraz działa charytatywnie.